# Procol Harum

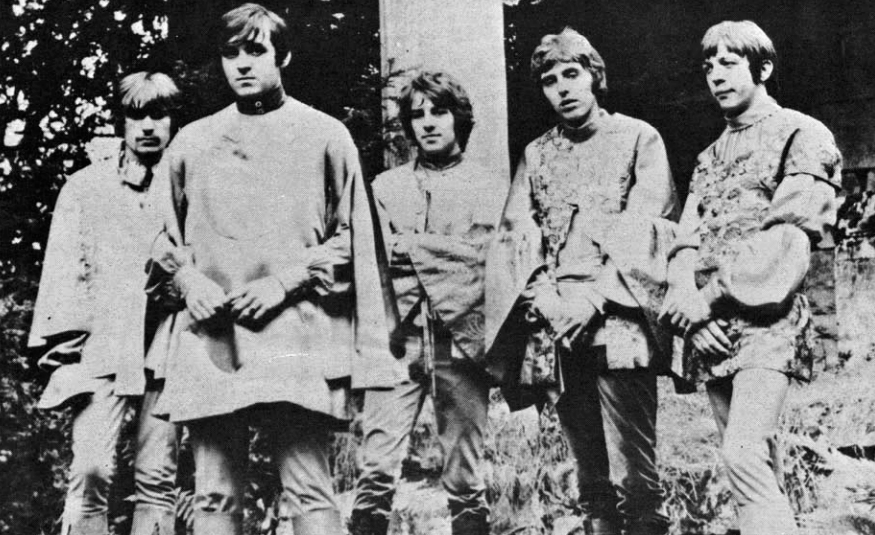
Procol Harum (1967)

Procol Harum fue un grupo británico de rock formado en 1967 que tuvo una gran influencia en el nacimiento de lo que después sería denominado rock progresivo, y cuya fama mundial reside en su mayor éxito musical, "A Whiter Shade of Pale", una canción de culto a través de los años y su carrera.

## Historia

### Inicios
Algunas de las raíces de Procol Harum se encuentran en la banda liderada por Gary Brooker y Robin Trower llamada The Paramounts, la cual logró cierta popularidad a principios de la década de 1960 al firmar con el sello Parlophone en 1963 y lograr un éxito modesto en el Reino Unido con su versión al tema de Jerry Leiber y Mike Stoller "Poison Ivy" ("Hiedra Venenosa") en el año 1964. Incapaz de mantener el éxito, la banda se disolvió en 1966.

### "A Whiter Shade of Pale", éxito comercial y álbum debut (1967)
A principios de 1967, Brooker comenzó a trabajar como cantautor y formó Procol Harum en abril de 1967. Reunió al poeta y compositor Keith Reid, al organista Matthew Fisher, al guitarrista Ray Royer y al bajista David Knights. Al lado del baterista de estudio Bill Eyden, el productor Denny Cordell y el ingeniero de sonido Keith Grant, la agrupación grabó la canción "A Whiter Shade of Pale", lanzada el 12 de mayo de 1967. Con el sucesivo éxito del sencillo y de la canción de The Moody Blues "Nights in White Satin" ("Noches en satén blanco") su sello fonográfico Deram Records se convirtió en la primera discográfica de rock progresivo conocida. Con cautivante tonalidad y su sabor a Bach, ambos provistos por Fisher, su interpretación sentida y letra misteriosa, "A Whiter Shade of Pale" alcanzó la posición número 1 en las listas de popularidad del Reino Unido y logró posicionarse en 5 lugar en las listas americanas, convirtiéndose desde entonces en un tema clásico en la historia musical.
Justo después del lanzamiento de su gran éxito la banda emprendió una gira; debutando como teloneros de Jimi Hendrix en 1967. La trayectoria del grupo siguió con su sencillo "Homburg", y con un cambio de alineación al incorporar a dos exmiembros de The Paramounts, B.J. Wilson en la batería y a Robin Trower en la guitarra, logrando un decoroso sexto lugar en las listas del Reino Unido, pero su larga duración Procol Harum fue menos exitoso que el anterior. Una serie de sencillos posteriores figuraron en posiciones demasiado bajas y rara vez figuraron simultáneamente en Estados Unidos y en su tierra natal. A mediados de la década de 1970, las ventas del grupo siguieron descendiendo. Su última canción en alcanzar el top 20 en el Reino Unido fue "Pandora's Box", en 1975. Dos años después la banda se separó definitivamente, reuniéndose sólo cinco meses después cuando "A Whiter Shade of Pale" fue nombrada como el mejor sencillo de pop del Reino Unido entre 1952 y 1977, compartiendo el galardón con "Bohemian Rhapsody" de Queen.

### Producciones posteriores y separación (1968–77)
El siguiente álbum de la banda, Shine On Brightly, fue lanzado el año siguiente con un fuerte sonido progresivo. Su tercer producción, A Salty Dog (1969) fue popular entre sus fanáticos, especialmente por el sencillo "A Salty Dog", canción que obtuvo buena radiodifusión en tierras norteamericanas.
A partir de ese momento, el grupo empezó a experimentar varios cambios en su alineación, viendo el ingreso de Chris Copping como bajista y organista en 1970 en reemplazo de Matthew Fisher y Dave Knights. La banda fue invitada al Festival de la Isla de Wight de 1970. Entre 1970 y 1971 salen al mercado los álbumes Home y Broken Barricades. Trower abandonó la agrupación para iniciar una carrera como solista y fue reemplazado por Dave Ball. Desde finales de 1972 hasta 1977, el guitarrista de la banda fue Mick Grabham. 
Procol Harum regresó al éxito en las listas con el lanzamiento del álbum en vivo Procol Harum Live: In Concert with the Edmonton Symphony Orchestra, con el que lograron la certificación de disco de oro en 1972. "Conquistador" (una canción de su primer álbum) fue un "hit single" en 1972 en su versión en vivo. Su siguiente álbum, Grand Hotel, alcanzó la posición n.º 21 en la lista Billboard 200 en 1973. Procol's Ninth, la novena producción de la banda, vio una nueva colaboración con los compositores Jerry Leiber y Mike Stoller, que se encargaron de producir el disco. La banda se disolvió en 1977, después de ver su álbum Something Magic alcanzar una lamentable posición n.º 147 en las listas estadounidenses.

### 1991 - 2022
Procol Harum se reformó en 1991 con Brooker, Fisher, Trower y Reid, después de que Wilson falleciera en 1990. Esta formación editó el álbum The Prodigal Stranger, de escaso éxito. Después de ello, la banda se embarcó en una gira por los Estados Unidos sin Trower, seguida de una nueva etapa de inactividad. En julio de 1997, los fanáticos de la banda, en celebración del 30.º aniversario de la publicación de "A Whiter Shade of Pale", pidieron que Procol Harum regresase a los escenarios. Esto se produjo en la ciudad inglesa de Redhill, congregando a fanáticos de todo el mundo.
A finales de 1999, el vocalista Gary Brooker prometió que la banda tocaría en directo en 2000. En septiembre de ese año, Procol Harum tocó un concierto al aire libre con la New London Sinfonia en Guilford, Reino Unido. Desde el año 2001, el grupo ha llevado a cabo varias giras por Europa, Japón y Estados Unidos. Estas giras dieron como resultado varios DVD en directo, grabados en Copenhague (2002) y Londres (Live at the Union Chapel, 2004). En 2003 se editó el disco The Well's on Fire. Después de algunos años de realizar giras ocasionales, la banda entró al estudio para grabar el álbum Novum, publicado el 21 de abril de 2017, con la colaboración del compositor Pete Brown, siendo el primer álbum de estudio de la banda en el que Keith Reid no fue el principal compositor.
Brooker, el único miembro constante de la banda y compositor principal, murió el 19 de febrero de 2022. El sitio web de la banda lo describió como "una luz brillante e irremplazable en la industria de la música". "A Whiter Shade of Pale" entró en el Top 100 de la lista oficial de ventas de sencillos del Reino Unido en el puesto 38 el 25 de febrero de 2022.

## Músicos

### Última alineación
- Gary Brooker – voz, piano (1967–1977, 1991–2017; fue el único miembro de cada etapa del grupo, hasta su fallecimiento en 2022)
- Geoff Whitehorn – guitarra (1991 hasta su término)
- Matt Pegg – bajo (1993 hasta su término)
- Josh Phillips – órgano (1993, 2004 hasta su término)
- Geoff Dunn – batería (2006 hasta su término)
- Pete Brown - letras (2016 hasta su término)

### Anteriores
- Keith Reid – letras (1967–1977, 1991–2012; fallecido en 2023)
- Matthew Fisher – órgano, voz (1967–1969, 1991–2004)
- Dave Knights – bajo (1967–1969)
- Ray Royer – guitarra (1967)
- Bobby Harrison – batería (1967)
- B.J. Wilson – batería (1967–1977; fallecido en 1990)
- Robin Trower – guitarra, voz (1967–1971, 1991)
- Chris Copping – bajo, órgano (1969–1977)
- Dave Ball – guitarra (1971–1972
- Alan Cartwright – bajo (1972–1976)
- Mick Grabham – guitarra (1972–1977)
- Tim Renwick – guitarra (1977, 1991)
- Peter Solley – órgano (1977)
- Dee Murray – bajo (1977; fallecido en 1992)
- Dave Bronze – bajo (1991–1993)
- Mark Brzezicki – batería (1991–1992, 2000-2006)
- Jerry Stevenson – guitarra (1991)
- Don Snow – órgano (1992)
- Ian Wallace – batería (1993; fallecido en 2007)
- Graham Broad – batería (1995, 1997)
- Henry Spinetti – batería (1996)

## Discografía

### Álbumes
| Fecha    | Álbum                                                                        | Billboard | UK Chart | Sello                                            |
| -------- | ---------------------------------------------------------------------------- | --------- | -------- | ------------------------------------------------ |
| Dic-1967 | Procol Harum                                                                 | 47        | -        | Regal Zonophone Records RU Deram Records EE. UU. |
| Dic-1968 | Shine On Brightly                                                            | 24        | -        | Regal Zonophone Records RU A&M EE. UU.           |
| May-1969 | A Salty Dog                                                                  | 32        | 27       | Regal Zonophone Records RU A&M EE. UU.           |
| Jun-1970 | Home                                                                         | 34        | 49       | Regal Zonophone Records RU A&M EE. UU.           |
| Jun-1971 | Broken Barricades                                                            | 32        | 42       | Chrysalis Records RU A&M EE. UU.                 |
| Abr-1972 | Procol Harum Live: In Concert with the Edmonton Symphony Orchestra (en vivo) | 5         | 48       | Chrysalis Records RU A&M EE. UU.                 |
| Mar-1973 | Grand Hotel                                                                  | 21        | -        | Chrysalis Records RU Chrysalis Records EE. UU.   |
| Abr-1974 | Exotic Birds and Fruit                                                       | 86        | -        | Chrysalis Records RU Chrysalis Records EE. UU.   |
| Ago-1975 | Procol's Ninth                                                               | 52        | 41       | Chrysalis Records RU Chrysalis Records EE. UU.   |
| Mar-1977 | Something Magic                                                              | 147       | -        | Chrysalis Records RU Chrysalis Records EE. UU.   |
| Feb-1992 | The Prodigal Stranger                                                        | -         | -        | Zoo                                              |
| Jul-1995 | The Long Goodbye                                                             | -         | -        | RCA                                              |
| Sep-2000 | One More Time - Live in Utrecht 1992                                         | -         | -        | Musea                                            |
| Mar-2003 | The Well's on Fire                                                           | -         | -        | Eagle                                            |
| 2004     | Live at the Union Chapel                                                     | -         | -        | Eagle                                            |
| Abr-2017 | Novum                                                                        | -         | -        | Eagle                                            |

### Sencillos
| Fecha    | Canción                                                | Billboard | UK Chart |
| -------- | ------------------------------------------------------ | --------- | -------- |
| May-1967 | A Whiter Shade Of Pale                                 | 5         | 1        |
| Sep-1967 | Homburg                                                | 34        | 6        |
| Abr-1968 | Quite Rightly So                                       | -         | 50       |
| Jun-1969 | A Salty Dog                                            | -         | 44       |
| Jul-1969 | The Devil Came From Kansas                             | -         | -        |
| Jun-1970 | Whiskey Train                                          | -         | -        |
| Jun-1971 | Broken Barricades                                      | -         | -        |
| Oct-1971 | Simple Sister                                          | -         | -        |
| May-1972 | Conquistador (en vivo)                                 | 16        | 22       |
| Abr-1973 | Robert's Box                                           | -         | -        |
| Abr-1973 | Bringing Home The Bacon                                | -         | -        |
| Jun-1973 | Grand Hotel                                            | 117       | -        |
| Ago-1973 | A Souvenir Of London                                   | -         | -        |
| Abr-1974 | Nothing But The Truth                                  | -         | -        |
| Jul-1975 | Pandora's Box                                          | -         | 16       |
| Oct-1975 | The Final Thrust                                       | -         | -        |
| Jun-1976 | As Strong As Samson (When You're Being Held to Ransom) | -         | -        |
| Ene-1977 | Wizzard Man                                            | -         | -        |